# Квартал Муддус
Квартал Муддус (швед. Kvarteret Muddus) — жилой комплекс, расположенный в северо-западной части Норра Юргордсстадена в Стокгольме. Комплекс был построен в 2014–2016 годах по чертежам Wingårdh arkitektkontor и стал одним из номинантов архитектурного конкурса «Стокгольмское здание 2016 года».

## Описание
Инициатором строительства выступила компания Stockholms Kooperativa Bostadsförening (SKB), которая поручила Wingårdh arkitektkontor спроектировать жилой комплекс на 100 квартир для сдачи в аренду. Квартиры в Квартале Муддус размером от одной до шести комнат, а кухни в них в основном двух- и трёхместные. Строительная компания Эйнара Маттссона была нанята в качестве подрядчика. Начало строительства комплекса пришлось на 12 июня 2014 года, а заселение началось в декабре 2015 года.
Жилой комплекс включает в себя семиэтажный дом, который окружён П-образным домом, также высотой в семь этажей. Между ними образуется внутренний двор, в который можно попасть по лестнице с улицы Мадангсгатан. Архитектура комплекса минималистичная, окна большие и квадратные, без вариаций. Характерной чертой Квартала Муддус являются большие «прыгающие» балконы, а также фасадная облицовка из ярко-красного глазурованного кирпича, отчего он «блестит, как лаковая коробка». Плитка представляет собой битый камень в датском стиле, глазурованный и доставленный Tegelbolaget в Östersund AB. Нижняя часть балконов и их прозрачный фасад имеют такой же красный цвет.

## Награды
В 2016 году жилой комплекс Квартал Муддус был выбран одним из десяти финалистов ежегодного архитектурного конкурса «Стокгольмское здание года». Комментарий жюри гласит: «Это радикальный и смелый проект, последовательно реализованный от первого концептуального эскиза до завершения. Заметно, что все участники стремятся к одной цели. Смелые балконы, которые почти парят рядом с массивным корпусом здания. Это дом, который выделяется и вызывает эмоции».

## Галерея

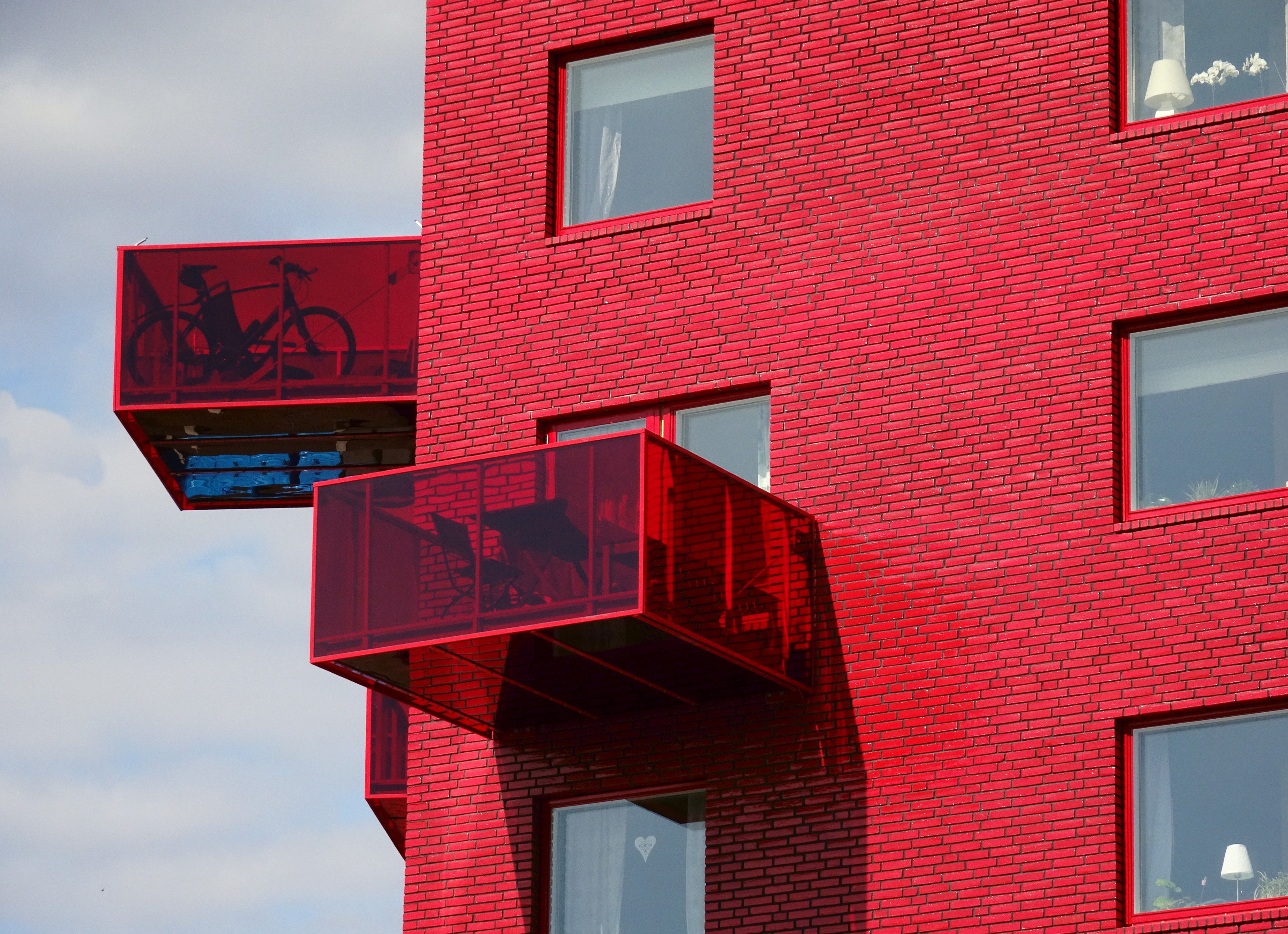
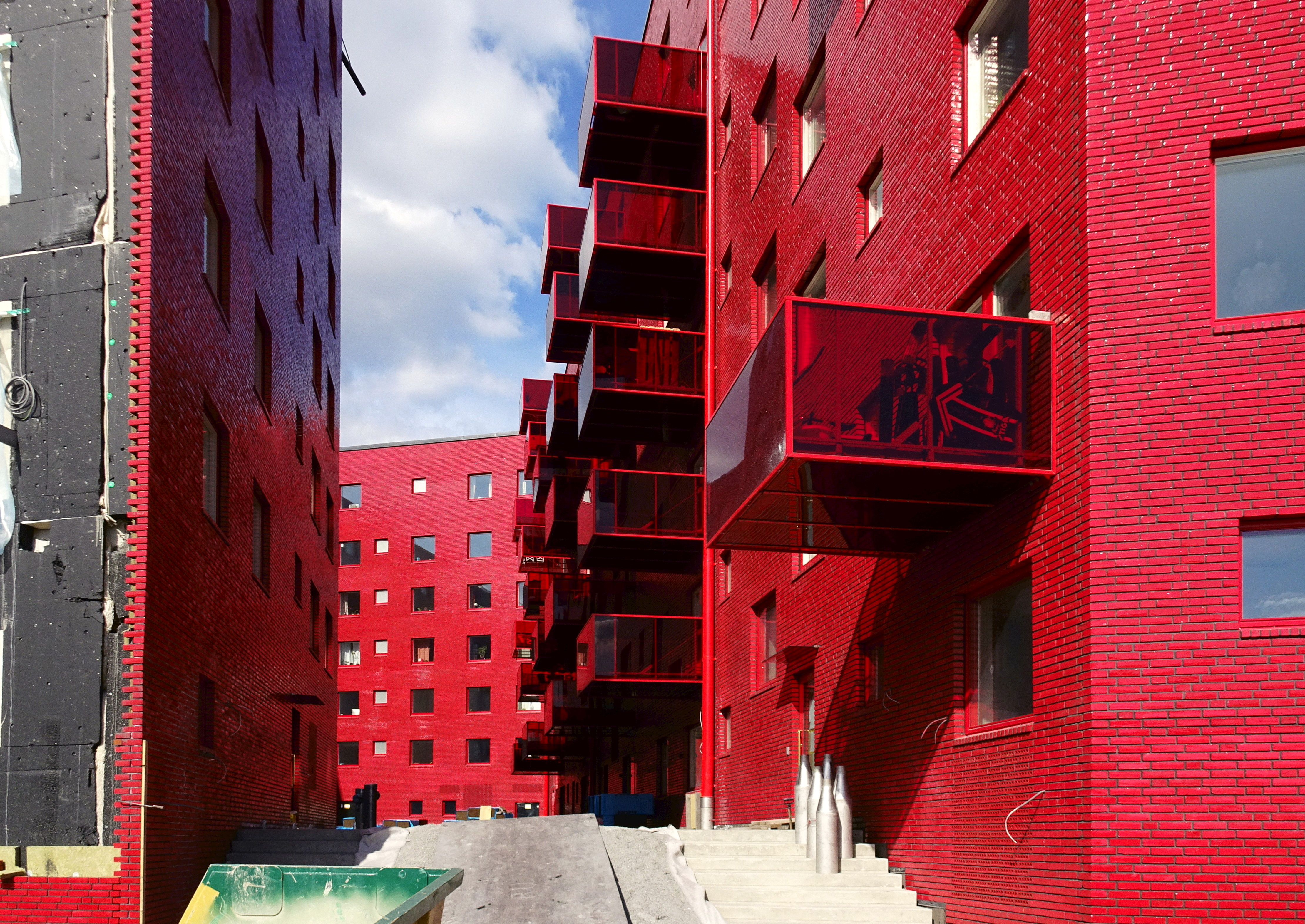
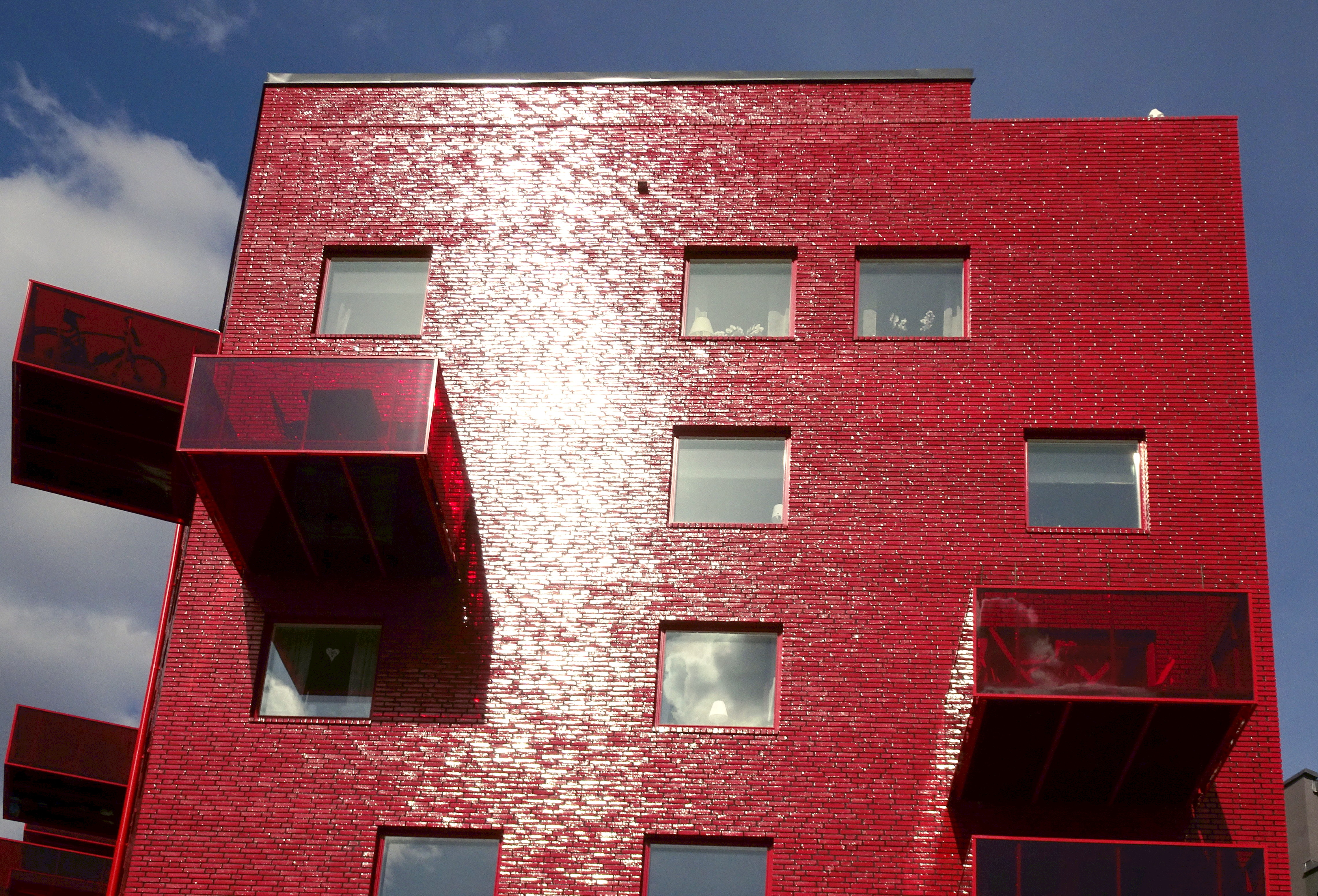
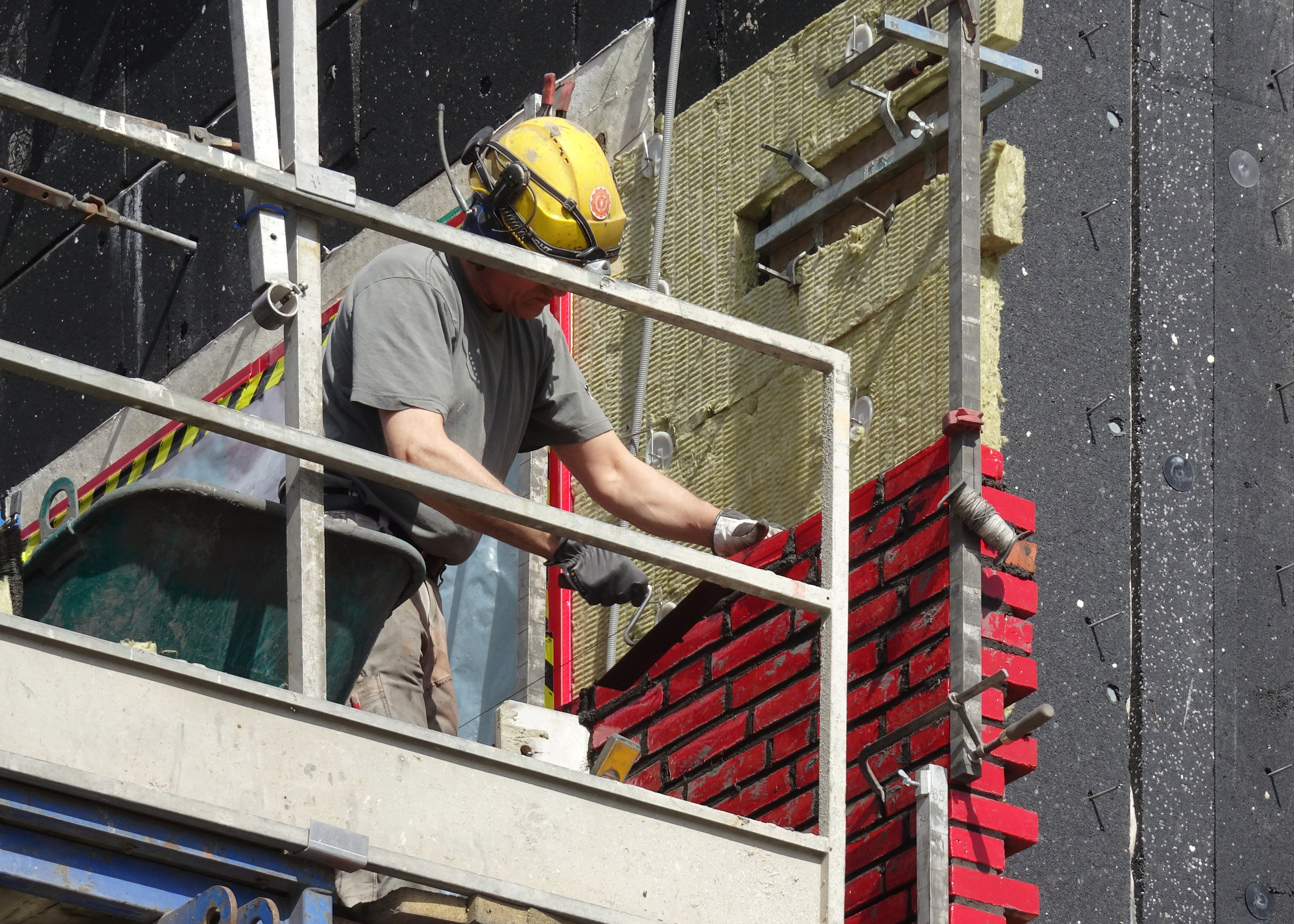
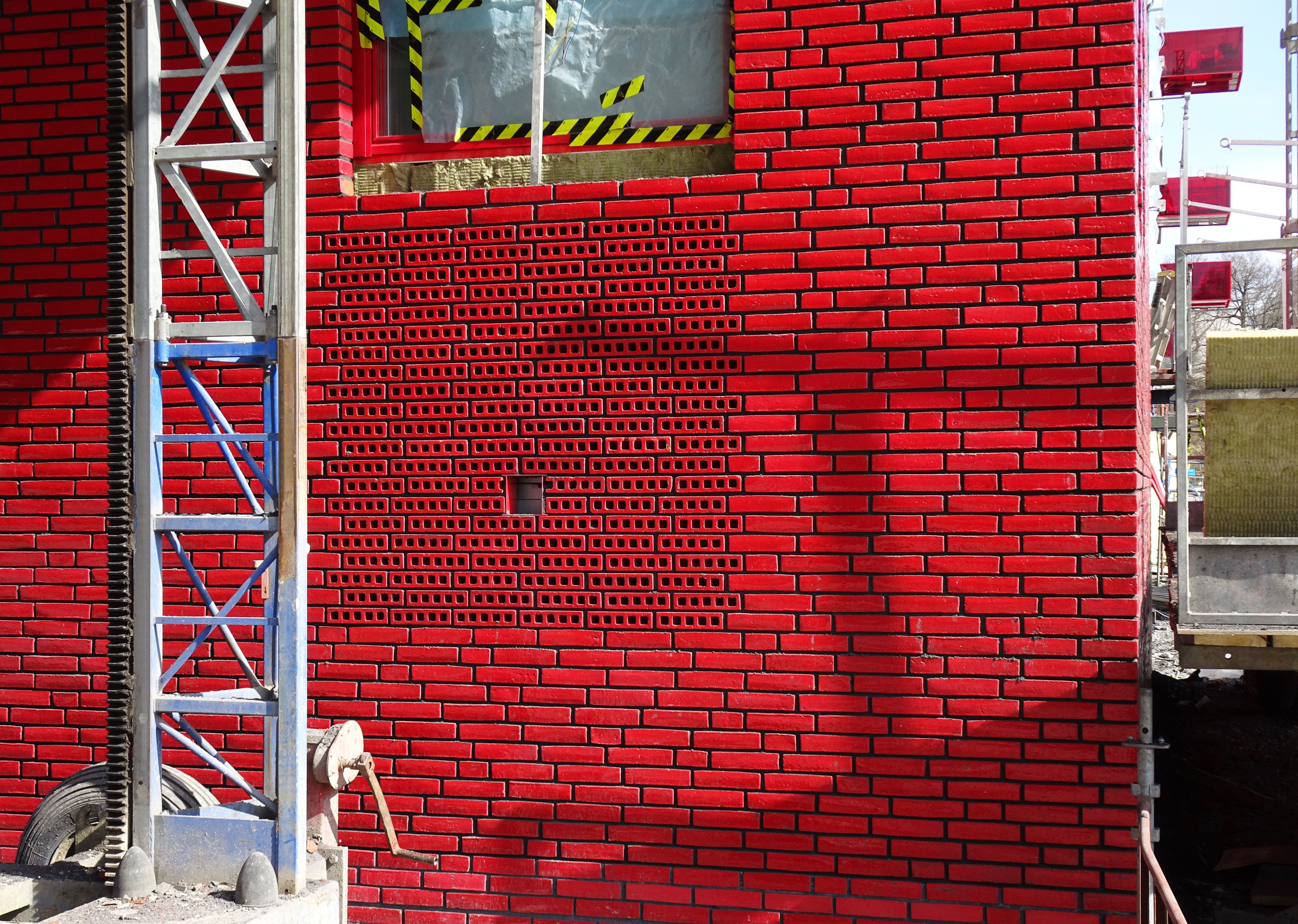